# Записки юного лікаря (фільм)
«Записки юного лікаря» (рос. «Записки юного врача») — білоруський художній фільм 1991 року режисера Михайла Якжена за мотивами ранніх оповідань Михайла Булгакова.

## Сюжет
Молоді лікарі Бомгард і Поляков після закінчення університету відправляються працювати в російську глибинку. Потрапивши в абсолютно незвичне для них оточення, вони роблять свою важку справу так, як диктує їх лікарська совість...

## У ролях
- Андрій Никитинський
- Олександр Маслов
- Олена Кучеренко
- Ольга Онищенко
- Августин Мілованов
- Раїса Рязанова
- Едуард Горячий
- Микита Теплоухов
- Олександр Ткачонок
- Олександр Жданович
- Віра Кавалерів

## Творча група
- Сценарій: Ольга Кравченко, Ігор Коловський
- Режисер: Михайло Якжен
- Оператор: Петро Кривостаненко
- Композитор: Олександр Ренанський